# Francisco Robles Ortega
Francisco Robles Ortega (Mascota, 2. ožujka 1949.) meksički je prelat Katoličke Crkve koji je nadbiskup Guadalajare od 2012. i kardinal od 2007. Bio je nadbiskup Monterreya od 2003. do 2011. godine. Bio je predsjednik Meksičke biskupske konferencije od 2012. do 2018. godine.
Papa Benedikt XVI. imenovao ga je kardinalom-svećenikom Santa Maria della Presentazione na konzistoriju 24. studenog 2007. godine.